# 国際一般名
国際一般名（こくさいいっぱんめい、英: International Nonproprietary Name、INN）とは、世界保健機関（WHO）が定める、医薬品の非独占的・一般的名称である。1つの化学物質を含む薬品は、数多くの商品名で販売されているため、商品名を用いていると、その有効成分が何であるか混乱を招くことが多い。そこで1つの物質に1つの標準的名称を与えるINNの使用により、医薬品に関するコミュニケーションが円滑になる。世界保健機関（WHO）は、英語・ラテン語・フランス語・ロシア語・スペイン語でINNを発行してきた。さらに、現在はアラビア語・中国語など、他言語のINNも発行している。
化学の分野で使用されるIUPAC名は、それ自体が分子構造を説明する機能も備えた一元的に決定できる名称ながら、特に複雑な化合物では長い名称になりがちで、一般的な使用には適さないため、INNのような一般名が策定されてきた。日本では、厚生労働省の医薬品名称調査会が医薬品一般的名称（JAN、英: Japanese Accepted Name）を定めている。なお、INNとJANは一部異なるものの、両者の調和が取り組まれている。

## 例
ここでは、世界的に用いられている解熱鎮痛薬の1つであるアセトアミノフェンについて、INNと各国の一般名などを対照して示す。
| 国・組織                     | 名称 |
| ---------------------------- | --- |
| 国際一般名 (INN)             | INNでの対応言語 - 英: paracetamol - 羅: paracetamolum - 仏: paracétamol - 西: paracetamol - 露: парацетамол - 阿: باراسيتامول - 中: 对乙酰氨基酚                                      |
| オーストラリア一般名 (AAN)   | - 英: paracetamol |
| イギリス一般名 (BAN)         | - 英: paracetamol |
| フランス一般名 (DCF）        | - 英: Paracétamol |
| イタリア一般名 (DCIT）       | - 英: Paracetamolo |
| アメリカ合衆国一般名 (USAN） | - 英: acetaminophen |
| 日本医薬品一般的名称 (JAN）  | - 日: アセトアミノフェン - 英: acetaminophen |
| 中国一般名 (CADN）           | - 中: 对乙酰氨基酚 |
| 他の一般名                   | - 英: N-Acetyl-p-aminophenol - 英: APAP - 日: p‐アセトアミドフェノール - 英: p-Acetamidophenol - 英: acetamol など                                                                    |
| 商品名                       | - タイレノール(Tylenol) - 英: Panadol - 英: Panamax - 英: Perdolan - 日: カルポール - 英: Calpol - 英: Doliprane - 英: Tachipirina - 英: Ben-u-ron - 英: Atasol - 日: カロナール など |
| IUPAC名                      | - 英: N-(4-hydroxyphenyl)-acetamide - 日: N-（4-ヒドロキシフェニル）アセタミド |